# Hermine Moquette
Hermine Christine Hélène Moquette (Sluis, 25 april 1869 – Bilthoven, 17 december 1945) was een van de eerste vrouwelijke archivarissen van Nederland. Ze werkte ruim dertig jaar bij het Rotterdamse Gemeentearchief.

## Biografie
Moquette werd geboren in Sluis (Zeeland), als dochter van Frédéric Jules Pierre Moquette (1836-1915), predikant en abolitionist, en Rudolphina Johanna Krijt (1840-1928). Het gezin Moquette, dat bestond uit vader, moeder, Hermine en haar drie broers, verhuisde eerst naar Hijkersmilde (Drenthe) en later naar Sneek. In 1882 ging Hermine naar het stedelijk gymnasium, waarna ze Nederlands ging studeren aan de Rijksuniversiteit Groningen. In juni 1898 studeerde ze af, waarmee ze als derde vrouw in Groningen een doctoraalexamen haalde. Ze promoveerde in 1898 aan de faculteit der Letteren en Wijsbegeerte in Groningen, met een proefschrift over de invloed van de Britse schrijver Samuel Richardson op het werk van Aagje Deken en Betje Wolff. Jaren later begon ze aan een studie rechten, maar deze stopte ze na het halen van haar kandidaatsexamen in 1909. Ze bleef ongehuwd.

### Archivaris
Moquette verhuisde na haar promotie in 1898 naar Rotterdam, waar haar ouders toen al woonden. Zoals gebruikelijk voor vrouwelijke letterkundigen, werd ze leraar op een meisjesschool. Ze maakte in deze periode kennis met adjunct-gemeentearchivaris mr. W.F. Bezemer en ze raakte geïnteresseerd in het archiefvak. Niet veel later solliciteerde ze naar de functie als adjunct-gemeentearchivaris, die was opgevallen door het overlijden van Bezemer. Ze werd afgewezen, waarna ze zich aanbood als 'onbezoldigd medewerker' (vrijwilliger), bij het Rotterdamse Gemeentearchief. In maart 1899 startte ze met deze functie en na een jaar had ze zichzelf omhoog gewerkt tot tijdelijk ambtenaar met de rang van adjunct-archivaris. Haar werkzaamheden bestonden voor een groot deel uit het maken van inventarissen. In 1904 voltooide ze de inventaris van het Heiligegeesthuisarchief en in 1907 die van het Weeskamerarchief.
In 1901 werd Moquette toegelaten tot de Vereeniging van Archivarissen in Nederland (VAN). Voor haar lidmaatschap bestond deze vereniging uitsluitend uit mannelijke leden. Doordat ze zelf ervaarde hoe vrouwen werden benadeeld in het archiefvak spoorde ze vrouwen door middel van publicaties in De Hollandsche Lelie aan om qua opleidingsniveau niet onder te doen aan het niveau van mannen, omdat bij gelijke geschiktheid vaak de voorkeur aan een man werd gegeven. Ook publiceerde ze in het tijdschrift Neerlandia, het tijdschrift van het Algemeen-Nederlands Verbond.
Moquette deed veel onderzoek naar de Rotterdamse geschiedenis. Voor het Nieuw Nederlandsch Biografisch Woordenboek schreef ze biografieën over bekende Rotterdammers en ze was mede-auteur van Rotterdamsche Straatnamen, geschiedkundig verklaard (1910). Bij de tentoonstelling De Vrouw 1813-1913 was ze ook de schrijver van een tweedelige publicatie, Huiselijk leven en Maatschappelijk leven, over de geschiedenis van de vrouw in Nederland van 800 tot 1800. Af en toe gaf ze lezingen en publiceerde ze historische artikelen naar aanleiding van actualiteiten in dag- en weekbladen. Ze stopte met werken op 1 mei 1929.
Na haar pensionering verhuisde ze naar Den Haag. Ze woonde daar samen met haar jongste broer en samen maakten ze reizen naar Zwitserland, Frankrijk en de Noordkaap (Noorwegen). In 1942 verhuisden ze naar Utrecht, waar haar oudste broer en zijn vrouw ook woonden. Deze twee broers stierven tijdens de Hongerwinter (1944-45), Moquette verhuisde vervolgens naar Bilthoven. Daar stierf ze een aantal maanden na de bevrijding, op 17 december 1945.
In de wijk Prinsenland (Rotterdam) werd in 1992 een straat naar haar vernoemd (Hermine Moquettestraat).

## Publicaties (selectie)
- Hermine C.H. Moquette (1898). Over de romans van Wolff en Deken beschouwd in verband met de romantische scheppingen van Richardson. Gearchiveerd op 7 augustus 2020. Geraadpleegd op 11 februari 2017.
- J.M Droogendijk, H.C.H Moquette (1910). Rotterdamsche straatnamen geschiedkundig verklaard. W.L. & J. Brusse, Rotterdam.
- Hermine C.H. Moquette (1915). De vrouw. Deel 1: Huiselijk leven. Gearchiveerd op 4 augustus 2020. Geraadpleegd op 11 februari 2017.
- Hermine C.H. Moquette (1915). De vrouw. Deel 2: Maatschappelijk leven. Gearchiveerd op 9 augustus 2020. Geraadpleegd op 11 februari 2017.